# Ticodendron incognitum
Ticodendron incognitum es una especie de árbol del género monotípico Ticodendron, y el único miembro de la familia Ticodendraceae.
Fue descubierto en 1989 en Costa Rica, habiendo sido pasado por alto previamente debido a su emplazamiento en bosques poco visitados y por su apariencia "vulgar".

## Distribución y hábitat
Se distribuye desde Oaxaca y Chiapas en México, a través de  Centroamérica hasta Panamá, donde crece en bosque tropical lluvioso de montaña entre 500 y 2400 m.s.n.m.

## Descripción
Son árboles dioicos o a veces poligamodioicos, con ramas teretes con las cicatrices de las estípulas evidentes; estípulas subuladas, rodeando al tallo, caducas. Hojas alternas, elíptico-ovadas, márgenes serrados desde la mitad hacia el ápice o a veces desde abajo de la mitad, 7–13 nervios secundarios, a veces con domacios en las axilas, subcoriáceas. Inflorescencias masculinas simples o ramificadas, a veces coronadas por una flor femenina solitaria; estambres numerosos, dispuestos en 2-4 verticilos, rodeados por 3 brácteas deciduas, anteras geminadas unidas en la base, el conectivo prolongado en un apéndice apiculado, dehiscencia longitudinal; flores femeninas solitarias en los pedicelos, rodeadas por 3 brácteas tempranamente caducas, ovario ínfero, 2-carpelar, 4-locular, cada lóculo con 1 óvulo apical péndulo de los cuales sólo uno se desarrolla, placentación axial. Fruto drupáceo con una semilla.